# Jan Kodeš
Jan Kodeš (Prága, 1946. március 1. –)  csehszlovák hivatásos teniszező.
Karrierje során 3 Grand Slam-tornát nyert meg, összesen ötször jutott döntőbe. Legjobb helyezése a világranglistán az 5. volt. Összesen 8 egyéni és 17 páros tornát nyert meg.
1990-ben beválasztották az International Tennis Hall of Fame tagjai közé.

## Grand Slam döntői

### Győzelmei (3)
| Év   | Helyszín      | Ellenfél a döntőben | Eredmény a döntőben |
| 1970 | Roland Garros | Željko Franulović   | 6–2, 6–4, 6–0       |
| 1971 | Roland Garros | Ilie Năstase        | 8–6, 6–2, 2–6, 7–5  |
| 1973 | Wimbledon     | Alex Metreveli      | 6–1, 9–8, 6–3       |

### Elvesztett döntői (2)
| Év   | Helyszín | Ellenfél a döntőben | Eredmény a döntőben     |
| 1971 | US Open  | Stan Smith          | 3–6, 6–3, 6–2, 7–6      |
| 1973 | US Open  | John Newcombe       | 6–4, 1–6, 4–6, 6–2, 6–2 |